# Östergötlands runinskrifter 165
Runinskrift Ög 165 är en runsten som nu står mellan Vårfrukyrkan och Stora torget i Skänninge i Östergötland.
Stenens material består av grå granit och den är 230 centimeter hög. Inskriften är till stor del avfattad på vers. Ristningen som skapades av Torkel är en av Östergötlands få signerade runstenar.
Inskriften är arrangerad så att inskriften börjar på stenens framsida med text till och med ordet "söner". Den fortsätter sen på vänstra sidan till versens slut. Ristarsignaturen står på högra sidan. Versen är en halvstrof avfattad på versmåttet fornyrdislag. 
Runstenen påträffades vid kyrkans reparation 1874 då baksidan användes som tröskelsten vid norra kyrkodörren. 
I Östergötlands runinskrifter (1911) uppger Erik Brate att stenen företer likheter med Ög 87 vid Högby kyrka i Göstrings härad. Författaren antar att Toste kan ha varit hemma i Högby och att Torun varit hans änka. Stenen har gissningsvis tagits därifrån när kyrkan byggdes.

## Inskriften
Translitterering av runraden:
(·) þurun · risti · auk × þiR × bruþr × suniR :
 × tusta × iftiR · sin · faþur
 × þurkil×k rist × stin : þansi : aufti : tusta :
Normalisering till runsvenska:
Þorunnr ræisti ok þæiR brøðr, syniR
 Tosta, æftiR sinn faður.
 Þorkell'k ræist stæin þennsi æftiR Tosta.
Översättning till nusvenska:
Torun och bröderna, Tostes söner, reste (stenen) efter sin fader. Jag Torkel ristade denna sten efter Toste.

## Fler bilder

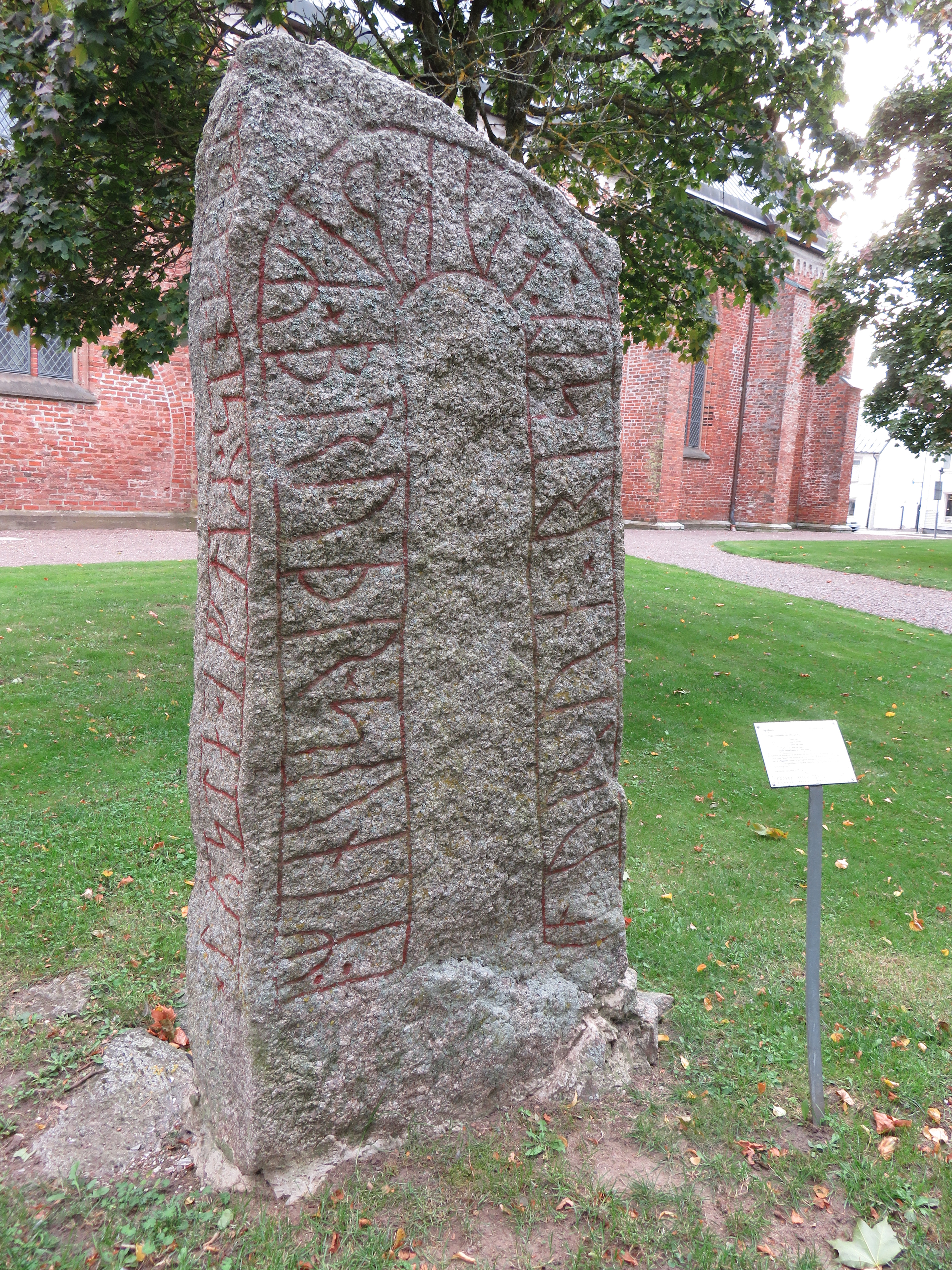
Framsidan av Ög 165.
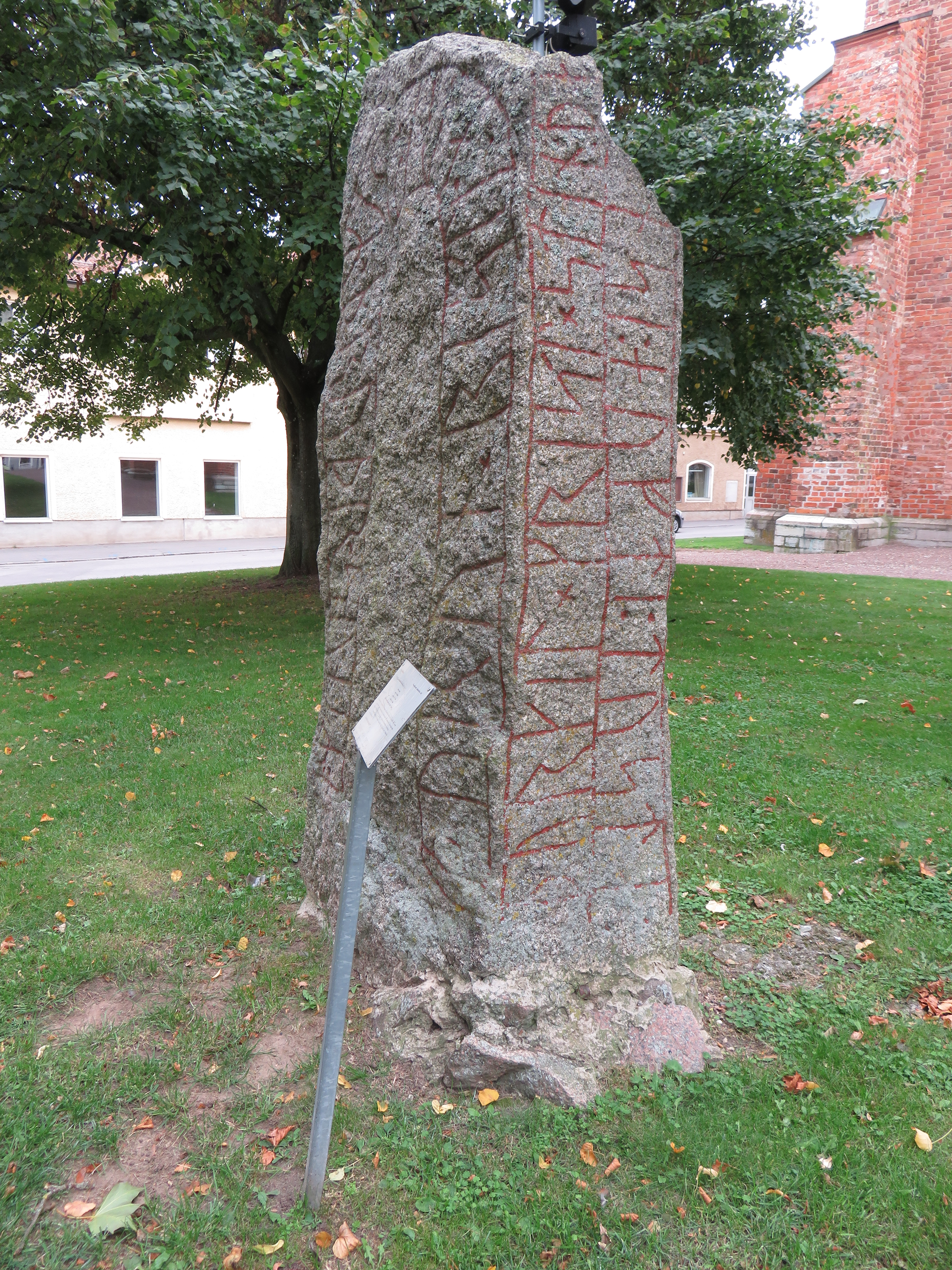
Sidan av Ög 165.